# Ladislav Havlíček
Vrchní strážmistr Ladislav Havlíček (též později anglicky Larry Havlicek, 6. dubna 1900 Křížlice – 30. července 1976 Chicago) byl český četník a kriminalista, člen Sokola, průkopník československé kriminalistiky a zakladatel oboru mechanoskopie. Po únoru 1948 emigroval z Československa a dožil ve Spojených státech.

## Život

### Mládí
Narodil se v Křížlicích nedaleko Jilemnice do české rodiny Antonína Bohdana a Anny Havlíčkových. Roku 1912 se rodina přestěhovala za prací na velkostatku do nedalekých Skřivan, kde Ladislav vyrostl a začal zde navštěvovat zdejšího Sokola. Vyučil se zámečníkem ve skřivanském cukrovaru. Po vypuknutí první světové války narukoval do rakousko-uherské armády (6.2.1918), kde absolvoval bojová nasazení na východní a italské frontě jako vojín u 9. zákopnického praporu. Po skončení války se dlouze vracel z bojiště přes Uhry a Vídeň, takže až 25.6.1919 byl prezentován u sokolského Pluku stráže svobody č. 1. Ten byl odeslán spolu s československými vojensky k boji v Československo-maďarské válce proti Maďarské republice rad na jižní slovenské hranici. Zde sloužil do 15.10.1919. Ačkoliv měl za sebou zmíněnou vojenskou službu, musel v roce 1920 nastoupit na prezenční službu v československé armádě. Tu vykonal od 12.10.1920 do 21.9.1922 u těžkého dělostřeleckého pluku č. 303 ve Vysokém Mýtě a Praze jako vojín, svobodník a nakonec četař.

### Mechanoskopie
Již 25. září 1922 byl prezentován k zemskému četnickému velitelství v Praze. Zde jako četník na zkoušku absolvoval teoretický výcvik a od 11. března 1923 do 12. února1925 byl zařazen na četnické stanici v Ústí nad Labem. Zde byl také po roční zkušební době definitivně přijat k četnictvu a povýšen na strážmistra. 
Roku 1925 byl přidělen na četnickou stanici v Teplicích-Šanově, kde sloužil až do 1. dubna 1928; následně byl přemístěn do Prahy na četnickou pátrací stanici u okresního četnického velitelství Praha - Venkov jako vůdce služebního psa. To již měl za sebou lyžařský výcvik v Železné Rudě (1927) a také výcvik vůdců služebních psů v Pyšelích. Jako pomocná síla na pátrací stanici sloužil do 1. listopadu 1929, kdy byl přemístěn k Ústřednímu četnickému pátracímu oddělení (ÚČPO). Následující rok absolvoval kriminalistický kurz Kriminologického ústavu Karlovy univerzity v Praze. 
Dá se předpokládat, že jeho zařazení k ÚČPO již souviselo s jeho poznatky z vyšetřování kriminálních činů a vytvoření nového oboru - mechanoskopie, tedy metody zabývající se zejména identifikací nástrojů podle stop zanechaných na místě činu. Díky jeho inovativnímu přístupu byla začátkem roku 1931 u Ústředního četnického pátracího oddělení v Praze zřízena jím vedená samostatná mechanoskopická skupina, která se začala zabývat zkoumáním a srovnáváním stop zločineckých nástrojů. V krátké době se této skupině, podařilo na základě mechanoskopického zkoumání usvědčit celou řadů „kasařů“ (např. legendárního pražského recidivistu Josefa Koudelu zvaného Nezmar) a tento druh kriminality částečně dostat pod kontrolu. Po léta sepisoval knihu Mechanoskopie - stopy a znaky řemeslných nástrojů, jež vyšla v roce 1940 a stala se první učebnicí mechanoskopie na světě. Jeho služební kariéra v oboru mechanoskopie byla přerušena 1. září 1932, kdy byl přemístěn k Zemskému četnickému velitelství v Bratislavě. 
Na Slovensku byl zařazen na četnickou stanic Moravské Lieskové, ale ke stejnému datu dočasně odvelen do školy pro výcvik velitelů stanic. K výročí vzniku republiky byl o dva měsíce později, po desetileté službě, povýšen do hodnosti štábního strážmistra. Po úspěšném dokončení školy (pořadí 20. z 61 absolventů, prospěch dobrý) byl zařazen jako systemizovaný náměstek velitele stanice Him,[ujasnit] ale ve skutečnosti byl odvelen k ÚČPO do Prahy. Jeho zařazení k ZČV Bratislava se tak jeví jako účelové s cílem umožnit mu absolvování hodnostní školy, ve které zřejmě v Praze nebylo místo. Ke konci roku 1933 byl povýšen na praporčíka. Oficiálně byl zpět k ÚČPO přemístěn ke dni 31. prosince 1935 a působil zde již jako odborná síla. Dne 28. prosince 1936 byl povýšen na vrchního strážmistra. V době německé okupace byl od 1. listopadu 1941 trvale přidělen k Deutsche Kriminalpolizei - Kriminalpolizeileitstelle Prag.
Havlíček se rovněž roku 1935 začal jako hlasatel podílet na přípravě pravidelné policejní relace v rozhlasovém vysílaní Radiojournalu informující mj. o vyhlášených pátráních. 
U četnictva sloužil po celou dobu německé okupace Československa a vyhlášení Protektorátu Čechy a Morava.Mj. pořizoval první fotografickou dokumentaci z místa atentátu na protektora Reinharda Heydricha v pražských Kobylisích a následně pak místa boje wehrmachtu s členy Operace Anthropoid v Kostele sv. Cyrila a Metoděje v Resslově ulici.
Po skončení války byl v květnu 1945, protože odmítl rozkaz předat služební materiál. Po únoru 1948 byl propuštěn od četnictva a současně se mu rozpadlo manželství. Roku 1949 emigroval do Spojených států amerických. Usadil se v Chicagu a nadále se věnoval civilním zaměstnáním, mj. bankovnímu grafologickému ověřování podpisů. Podruhé se zde také oženil. Se svým synem Ladislavem mladším se dostal do korespondenčního kontaktu až roku 1968.

### Úmrtí
Ladislav Havlíček zemřel 30. července 1976 v Chicagu ve věku 76 let následkem Parkinsonovy choroby. Pohřben byl na chicagském Českém národním hřbitově.

### V umění
Postava Ladislava Havlíčka je zobrazena ve 14. epizodě seriálu Československé televize Dobrodružství kriminalistiky režiséra Antonína Moskalyka z roku 1992. V humorně pojaté epizodě s biografickými prvky ztvárnil Havlíčka Karel Heřmánek.

## Dílo
- Lupiči pokladen a zločinci z povolání
- Lupiči pokladen a obrana proti nim (článek v časopise)
- Mechanoskopie: stopy a znaky řemeslných nástrojů[7]